# 反外國宣傳與造謠法案
反外國宣傳與造謠法案（英語：Countering Foreign Propaganda and Disinformation Act）又名波特曼-墨菲反宣传法案（英語：Portman-Murphy Counter-Propaganda Bill），簡稱反宣傳法，是2016年生效的美國聯邦法律，旨在讓美國與其盟國反制來自俄羅斯聯邦政府及中華人民共和國政府等外國政府的政治宣傳、虛假信息、假新聞，並幫助其它國家的人民不受操縱。
该法案由共和黨參議員羅布·波特曼、民主黨參議員克里斯·默菲一起发起，並做為「二○一七年國防授權法」的配套法案。法案授權美國聯邦政府兩年撥款1.6億美元，成立跨部會「全球作戰中心」，由美國國務院召集美國國防部、美國國際開發署（USAID）、廣播理事會（BBG）及情報機關等單位組成。該法案也將培訓各地記者，協助非政府組織、民間社團、智庫與學者專家等合作對抗假新聞。

## 历史
2016年3月，共和黨參議員羅布·波特曼、民主黨參議員克里斯·默菲一起发起了这份法案。

## 其它國家的类似方案
2016年1月，捷克成立反假新聞的專責政府機構「反恐怖主義與混合威脅中心」，以因應可能干預國內選舉的假新聞。德國也研擬制定新法，要求社群媒體移除假新聞、仇恨言論。

## 外部連結
- S.3274（页面存档备份，存于） at Congress.gov（英语：Congress.gov）
- S.3274（页面存档备份，存于） at Govtrack.us（英语：Govtrack.us）
- H.R. 5181（页面存档备份，存于） at Congress.gov
- H.R.5181（页面存档备份，存于） at Govtrack.us